# Stadi svizzeri per capienza
Questo è un elenco dei maggiori stadi svizzeri ordinati per capienza. L'elenco include gli stadi sportivi (calcio, hockey, rugby, pallamano, eccetera) e non utilizzati per corse (automobilismo, motociclismo, go kart, eccetera) tuttora agibili alle attività sportive.

## Stadi di calcio
Questa lista comprende tutti li stadi svizzeri di calcio, tuttora in uso, con una capacità superiore a 10.000 posti
| N° | Stadio                         | Città     | Capienza | Squadra/e                          | Proprietario                                  | Pista d'atletica |
| -- | ------------------------------ | --------- | -------- | ---------------------------------- | --------------------------------------------- | ---------------- |
| 1  | St. Jakob-Park                 | Basilea   | 37.994   | Basilea                            | Genossenschaft Fussballstadion St. Jakob Park | No               |
| 2  | Stadio Wankdorf                | Berna     | 31.789   | Young Boys                         | Wankdorf Nationalstadion AG                   | No               |
| 3  | Stade de Genève                | Ginevra   | 30.084   | Servette                           | Fondation du Stade Genève                     | No               |
| 4  | Stadio Letzigrund              | Zurigo    | 26.104   | Grasshoppers, Zurigo               | Sportamt der Stadt Zürich                     | Sì               |
| 5  | AFG Arena                      | San Gallo | 19.456   | San Gallo                          | Stadion St. Gallen AG                         | No               |
| 6  | Swissporarena                  | Lucerna   | 16.520   | Lucerna                            | Swisspor AG                                   | No               |
| 7  | Stade Olympique de la Pontaise | Losanna   | 15.850   | Football Club Stade Lausanne-Ouchy | Comune di Losanna                             | Sì               |
| 8  | Stadio Cornaredo               | Lugano    | 14.500   | Lugano                             | Comune di Lugano                              | Sì               |
| 9  | Stade Tourbillon               | Sion      | 14.283   | Sion                               | Comune di Sion                                | No               |
| 10 | Stade de la Tuilière           | Losanna   | 12.544   | FC Lausanne-Sport                  | Comune di Losanna                             | No               |
| 11 | La Maladière                   | Neuchâtel | 11.997   | Neuchâtel Xamax                    | Comune di Neuchâtel                           | No               |
| 12 | Arena Thun                     | Thun      | 10.014   | Thun                               | Genossenschaft Arena Thun GNAT                | No               |